# 艾吉哈佐什拉多茨
艾吉哈佐什拉多茨，是匈牙利沃什州所辖的一个村，总面积24.79平方公里，总人口1308，人口密度52.8人/平方公里（2010年1月1日）。